# Parafia św. Andrzeja Apostoła w Wyskoci
Parafia pw. św. Andrzeja Apostoła w Wyskoci – parafia rzymskokatolicka należąca do dekanatu kościańskiego w archidiecezji poznańskiej. Została utworzona w XIII wieku (prawdopodobnie w 1283). Kościół parafialny został wybudowany w stylu neogotyckim w latach 1843–1861.